# Живописный мост
Живопи́сный мост (также известен как мост в Серебряном Бору) — вантовый мост через Москву-реку. Расположен на северо-западе Москвы, входит в состав Краснопресненского проспекта и проспекта Маршала Жукова. Первый вантовый автодорожный мост в Москве. Самый высокий мост такого типа в Европе на момент строительства. Получил название по находящейся рядом Живописной улице. Открыт 27 декабря 2007 года. Авторы архитектурной и конструктивной идеи моста — группа инженеров НПО «Мостовик» (Омск) и ОАО «Метрогипротранс», главный инженер проекта моста — Валерий Курепин. Автор проекта подвесной капсулы — архитектор Николай Шумаков.

## История

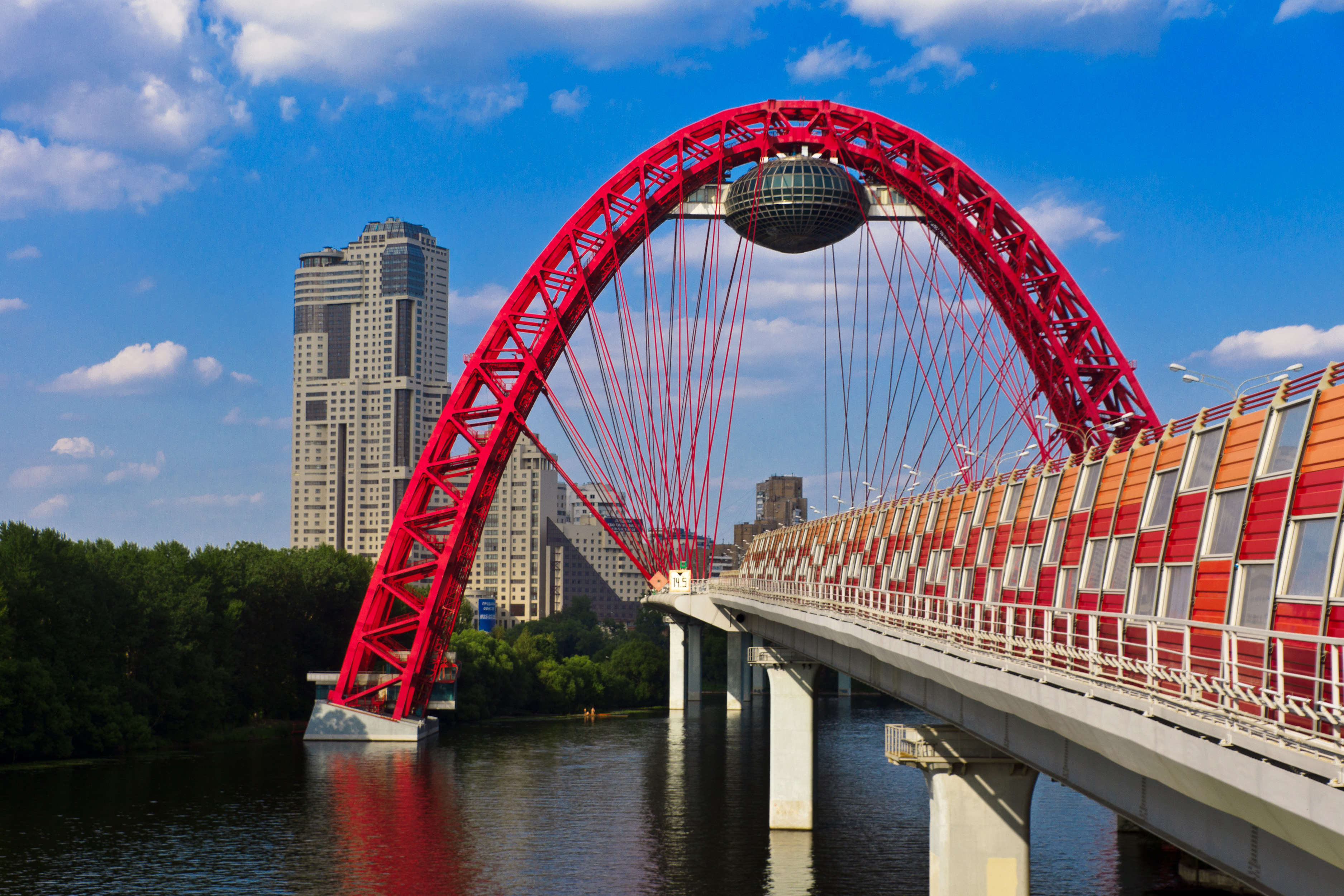
Живописный мост в 2012 году

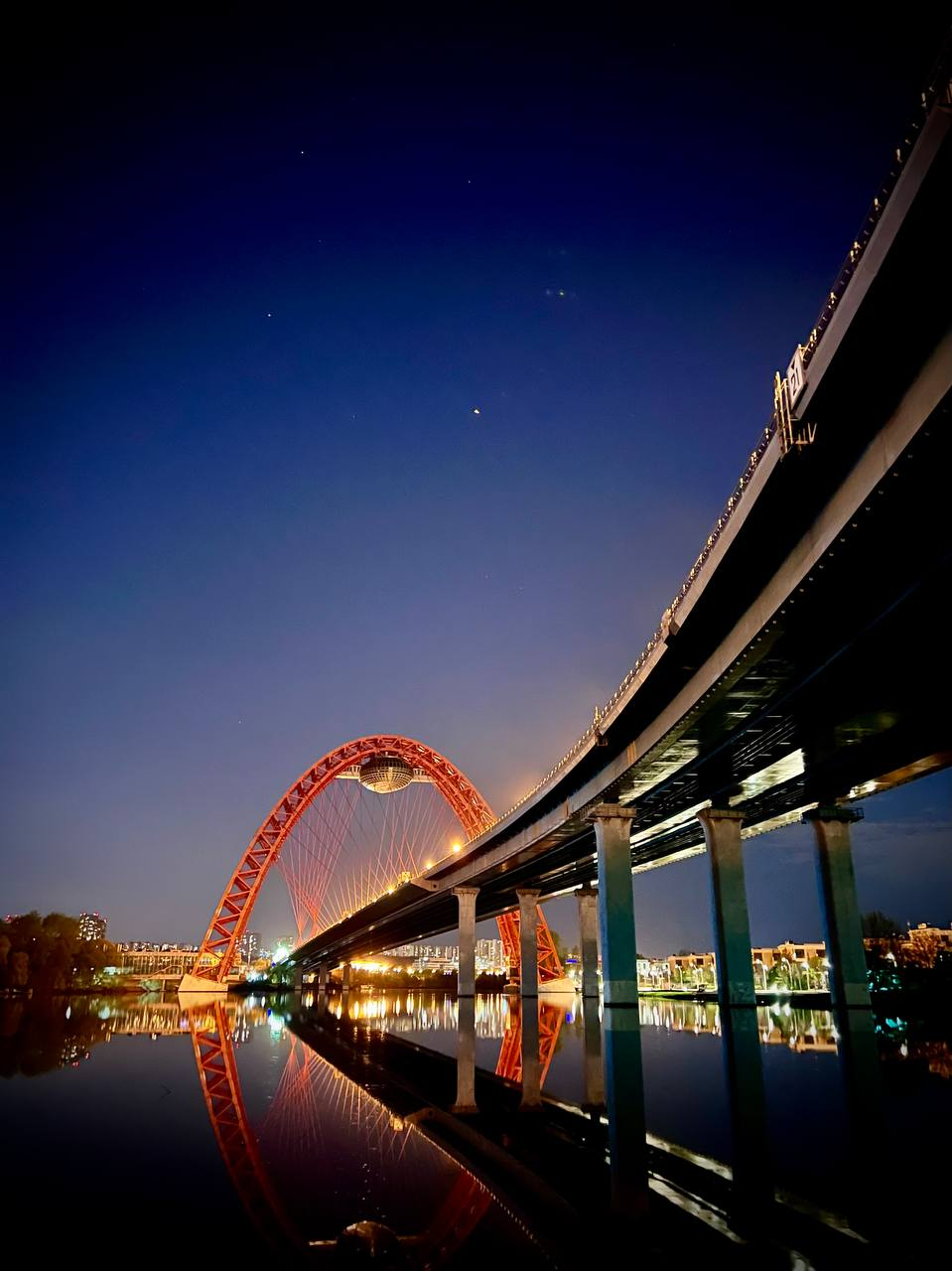
Живописный мост 2023

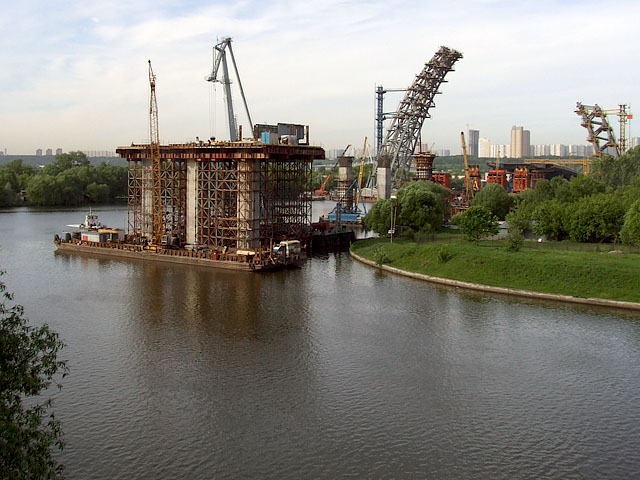
Строительство моста, июнь 2006 года

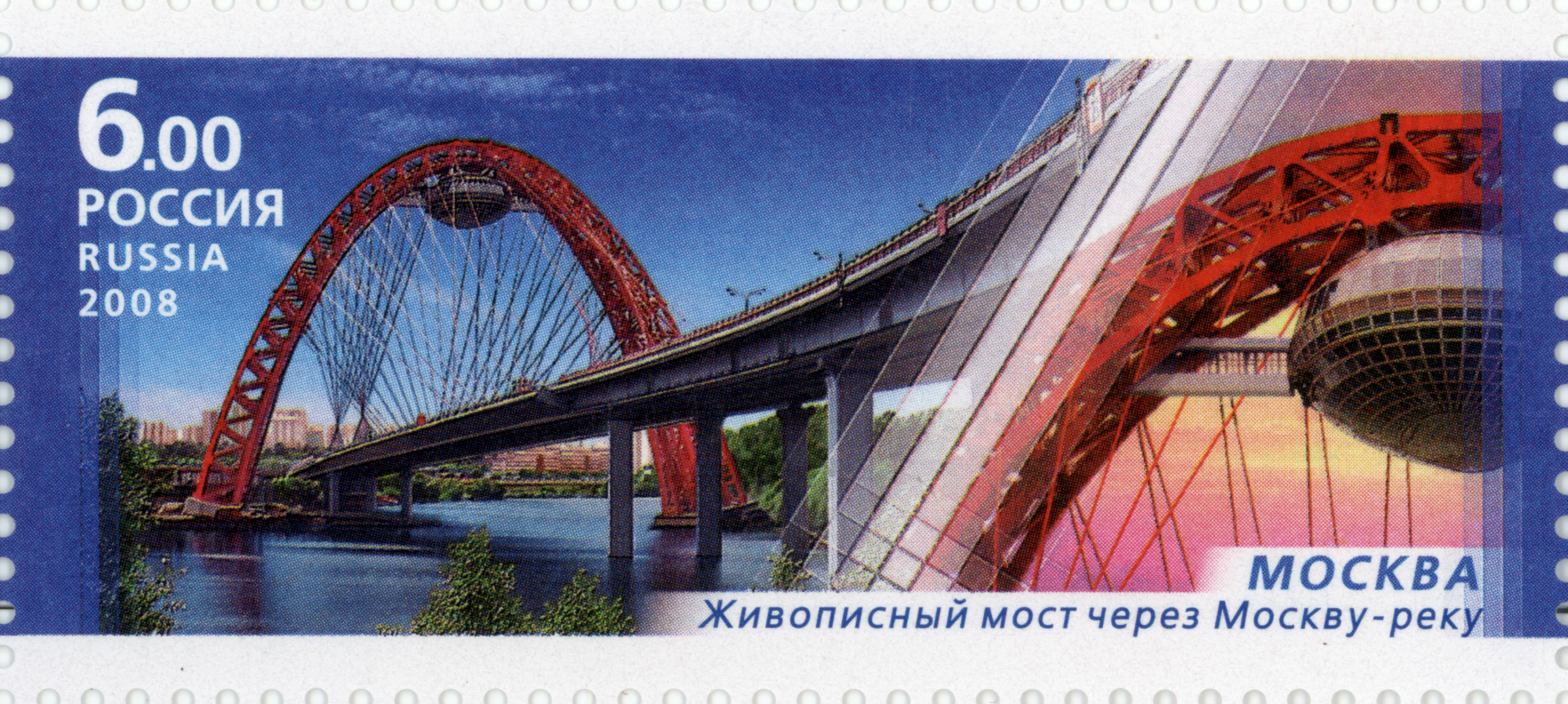
Живописный мост на почтовой марке России

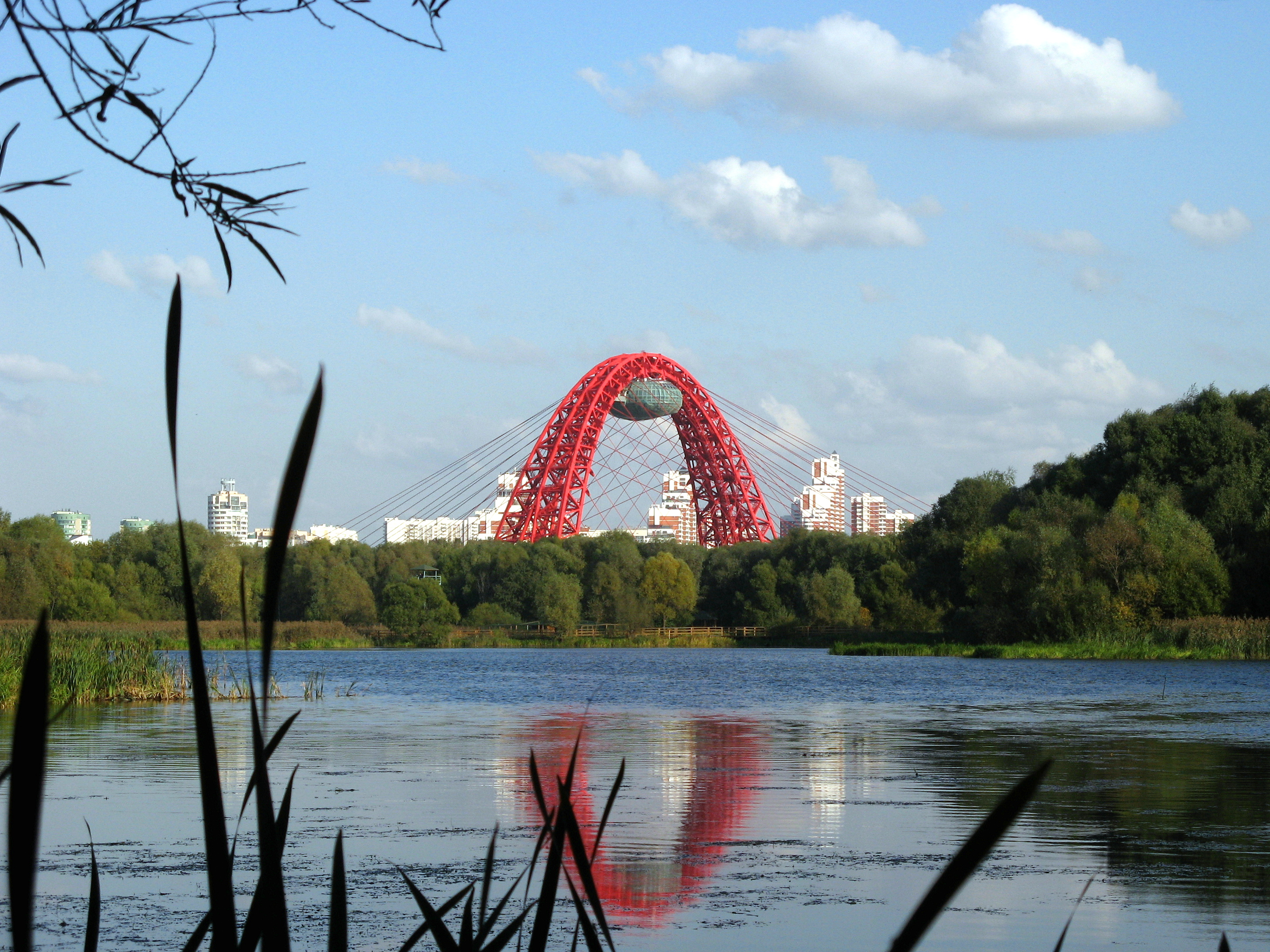
Вид на мост со стороны Серебряного Бора, сентябрь 2008 года

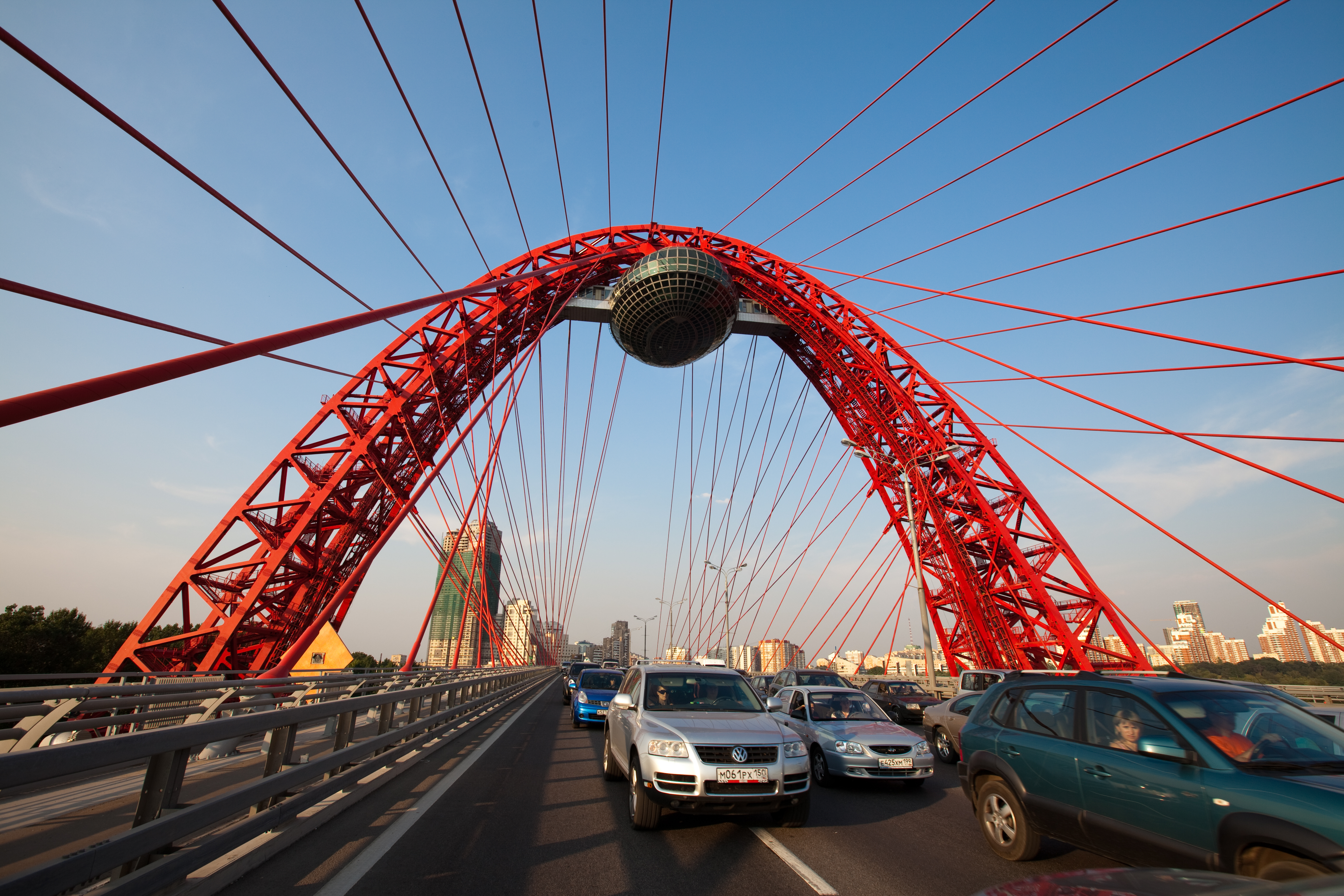
Живописный мост в июле 2010 года

### Строительство
Конкурсное проектирование моста через Москву-реку, связывающего район Крылатское и Хорошево-Мневники, стартовало в начале 2000-х годов. Сложность задачи заключалась в том, что по оба берега реки располагаются природоохранные зоны с запретом на строительство, поэтому традиционные решения трассы мостового перехода не подходили для поставленной задачи. В результате городские власти остановились на решении, предложенном компанией «НПО „Мостовик“»: опора (арочный пилон) моста получила форму арки с прикреплённым к ней с помощью вант мостовым полотном. Вопреки общепринятому канону, несущие балки пришлось расположить не поперёк, а вдоль реки для сохранности природных зон и во избежание помех для судоходства. Под сводом пилона позже была допроектирована смотровая площадка в виде стеклянной подвесной капсулы эллипсоидной формы, напоминающей летающую тарелку. Каркас капсулы собрали на проезжей части и подняли на арку с помощью домкратов.
В августе 2003 года альбом с проектными предложениями «НПО „Мостовик“» был одобрен лично мэром Москвы Юрием Лужковым. Строительство моста началось в сентябре 2004 года. 26 июля 2005 года Постановлением правительства Москвы № 551-ПП строящийся мост получил имя «Живописный». 27 декабря 2007 года Живописный мост был открыт.

### Эксплуатация
27 декабря 2007 года Живописный мост был открыт. В начале 2008 года в личных блогах москвичей стала обсуждаться, а затем была подхвачена СМИ информация о технических неполадках в конструкции моста, таких как недотянутые гайки и отсутствие крепёжного материала на защитных коробах узлов натяжения вант. После внеплановой проверки Ростехнадзора информация была опровергнута. Оказалось, что до завершения регулировки внутренних демпферов вант их крышки ещё не были окончательно прикручены к пролётам металлическими болтами — это и ввело в заблуждение горожан.
С 2008 по 2012 год властями Москвы было ограничено движение по мосту и Северо-Западному тоннелю в ночное время (с 23:00 до 06:00) на Новорижском направлении с целью проведения комплексных испытаний систем безопасности тоннеля и безопасного монтажа конструкций смотровой площадки. Движение по мосту и тоннелю обычно было ограничено только на одной полосе, в отдельных случаях — на двух полосах.
На территории смотровой площадки изначально планировали открыть ресторан, но от этой идеи пришлось отказаться. Основной причиной такого решения стало отсутствие канализации: от ветра и движения транспорта конструкция сильно вибрирует, что могло бы привести к разгерметизации канализационных труб. Из-за нехватки финансирования была приостановлена прокладка коммуникаций и установка крепёжных конструкций, что делало использование «летающей тарелки» в качестве ресторана невозможным.
В 2011 году власти Москвы выступили с идеей организации ЗАГСа на Живописном мосту. Один зал должен был располагаться на правом берегу моста у подножия опор, в здании бывшей строительной бытовки, а второй — внутри смотровой площадки. Изначально открытие дворца бракосочетаний запланировали на 2014 год: тогда же провели работы по оформлению интерьеров помещения, однако впоследствии часть их элементов была утеряна, кроме того, возникли проблемы с отоплением смотровой площадки, угрожавшие её устойчивости. В 2016 году основные строительные работы были завершены, но возникли сложности с оборудованием лифтов. Год спустя проекты лифтов с криволинейными шахтами, отвечающие конструкции капсулы, взяла на себя французская фирма. Открытие ЗАГСа было запланировано на 2018 год.
По состоянию на 2024 год капсула подвесного моста остается неиспользуемой, ЗАГС в ней так и не открыли, основная причина — всё то же обеспечение противопожарной безопасности. Судьба эллипсоида до сих пор не определена.

## Конструкция

### Пролётное строение
Длина перехода Живописного моста составляет 1460 м, ширина — 37 м, длина основного пролёта 409,5 м, число вант — 72. Расстояние от поверхности воды до дорожного полотна — около 30 м. Мостовой переход рассчитан на восемь полос движения — по четыре в каждом направлении. Каждая полоса имеет ширину 3,75 м с разделительной полосой 2,0—2,6 м, метровой полосой безопасности и тротуарами по 1,5 м с обеих сторон. На подходах к мосту установлены лестничные сходы.
Несущие конструкции моста окрашены в красный цвет. Сами ванты французского производства состоят из высокопрочных канатов, покрытых полиэтиленовой трубой. Фундамент моста опирается на сваи длиной 20—40 м и диаметром 1,5 м. Сваи опираются на известняки, зацементированные для заполнения возможных карстовых пустот. Благодаря уникальной особенности мост мог бы раскачиваться, как качели, но для исключения неконтролируемых колебаний на одной из опор установлены гасители колебаний — демпферы, изготовленные в Германии.

### Арка моста
Пилон моста выполнен в виде стальной арки, смонтированной навесным способом без временных опор. Элементы соединены между собой высокопрочными болтами. Изготовление, сборка и монтаж конструкций осуществлялись одновременно с двух берегов с крайне высокой точностью с допустимым отклонением всего 3 мм. Пролёт арки моста составляет 182 м, высота — 90 м.

### Смотровая площадка
Смотровая площадка Живописного моста состоит из трёх зданий: основного здания в верхней части арки, мостика-галереи на правобережной опоре арки и эвакуационного мостика с выходом в Серебряный Бор.
Основное здание смотровой площадки имеет форму эллипсоида. Его длина составляет 33 м, ширина — 24 м, высота — 13 м, вес — 1000 тонн. Оно остеклено и оборудовано электрообогревом для удаления снега и наледей. Для попадания в здание с моста предусмотрено два подъёмника, ещё два эвакуационных подъёмника установлено на случай чрезвычайных ситуаций. Также, на мосту установлен GPS-спуфер, используемый для борьбы с квадрокоптерами, первые новости о "подмене" координат у моста появились еще в 2020 году: на дронах менялись координаты на аэропорт Внуково, в следствие чего БПЛА улетал в неизвестном направлении. 
Первоначально там планировалось размещение ресторана; впоследствии замысел был отменён. По состоянию на 2017 год, внутреннее пространство эллипсоида не оборудовано и закрыто для посещений, работы по отделке и благоустройству помещения продолжаются; планируется создание «воздушного ЗАГСа».